# باسكال دوسابان
باسكال دوسابان (بالفرنسية: Pascal Dusapin)‏ هو ملحن للموسيقى الفرنسية المعاصرة، ولد في 29 مايو/ أيار 1955 في مدينة نانسي.

## حياته
درس باسكال دوسابين كمدقق مستقل في معهد كونسرفتوار باريس مع أوليفييه ميسيان ثم بين عامي 1974 و 1978، درس في جامعة باريس الأولي مع إينيس شيناكيس وكان الطالب الوحيد. وأخيراً مع فرانكو دوناتوني خلال دورات تدريبية.

## تدريبه الأول
كان حاضراً في أكاديمية فرنسا في روما من 1981 إلى 1983 وحصل على العديد من الجوائز من بداية حياته المهنية. وهو الملحن في الإقامة من المعهد الأسترالي الإقليمي ستراسبورغ ومهرجان الموسيقى في عام 2000. انتخب عضواً في أكاديمية ميونيخ للفنون في يوليو 2006، وعين أستاذ الإبداع الفني في كلية فرنسا لـ 2006-2006. في آذار / مارس 2008، كان جزء من لجنة برئاسة هيوز غال.

## مؤلفاته
ألف العديد من المقطوعات للعزف المنفرد، وموسيقى الحجرة والأوركسترا الكبيرة. وكتب عدة أوبرا في كتالوجه: روميو وجولييت (1984-1988)؛ ميدياماتريال (1990)؛ أن تكون سونغ (1991-1992)؛ بيريلا أومو دي فومو (2003)؛ فاوست، ذي لاست نايت (2006)؛ باسيون (2008).

## هوايات أخرى
باسكال دوسابان هو أيضا مصور هاوٍ، فهو يقول : "كانت الصورة دائما ضرورية. على الرغم من أن الموسيقى قد اجتاحت كل شيء بعد المراهقة، إلا أن هذه الممارسة بقيت في مرحلة النمو، كدليل مفيد: الحاجة إلى التهدئة فيما يتعلق بالعنف في كتاباتي الموسيقية  ". وقد نشر كتابا حيث خلط علمه في البيانو مع صوره الفوتوغرافية.

## أعماله
- ذكرى الصمت، ثلاثة عشر سلسلة منفردة (1976)
- إيجيتور، لأصوات النساء وثلاثة عشر صاعدا (1977)
- ذي بال، ميوزك فور لين (1978)
- تيمي (1978)
- نهر، أوركسترا (1979)
- في الداخل، لفيولا (1980)

- أساي، أوركسترا (1985)
- إيتم، فور سيلو (1985)
- ميمي، لأصوات الإناث معا (1986)
- بوكو بوكو، مسرحية تعليمية لستة آلات موسيقية (1986)
- إكسيو، منفردا لا 5 للأوركسترا (2003)
- مومو، عرض موسيقي للشباب (5/8 سنوات) (2003)

- الرباعية الخامسة، لرباعية السلسلة (2004-2005)

- الصباح في شاطئ الجزيرة الطويل رقم 1 حفلة لأوركسترا كبيرة (2010) عرضت في فيلهارموني باريس في عام 2018.
- ميكروغرام، سبع قطع لسلسلة ثلاثية (2010)
- أوفغانغ، كونشرتو للكمان والأوركسترا (2011)

## روابط خارجية
- باسكال دوسابان على موقع IMDb (الإنجليزية)
- باسكال دوسابان على موقع مونزينجر (الألمانية)
- باسكال دوسابان على موقع ميوزك برينز (الإنجليزية)
- باسكال دوسابان على موقع أول ميوزيك (الإنجليزية)
- باسكال دوسابان على موقع ديسكوغز (الإنجليزية)
- باسكال دوسابان على موقع قاعدة بيانات الفيلم (الإنجليزية)